# 4699 Sootan
4699 Sootan eller 1986 VE är en asteroid i huvudbältet som upptäcktes den 4 november 1986 av den australiensiske astronomen Robert H. McNaught vid Siding Spring-observatoriet. Den är uppkallad efter Soo Hoay Tan.
Asteroiden har en diameter på ungefär 4 kilometer och den tillhör asteroidgruppen Eunomia.